# Nesticus nishikawai
Nesticus nishikawai là một loài nhện trong họ Nesticidae.
Loài này thuộc chi Nesticus. Nesticus nishikawai được Takeo Yaginuma miêu tả năm 1979.